# Anemarrhena asphodeloides
Anemarrhena asphodeloides és l'única espècie de planta amb flors del gènere monotípic Anemarrhena, dins la subfamília de les Agavoideae de les asparagàcies. És una planta nativa de la Xina i de Mongòlia que es conrea per les seves propietats medicinals.

## Descripció
Són plantes herbàcies vivaces amb rizomes horitzontals que poden atènyer fins a 1 metre d'altura. Les fulles tenen una forma similar a les de les poàcies (gramínies), però es van estrenyent fins a arribar a ser filiformes, són basals i poden arribar a fer 60 centímetres de llargària. Les flors són hermafrodites i es disposen al llarg d'un escap floral, solitàries o en grups de 2 o 3. El periant, amb sis tèpals, presenta forma d'embut. L'androceu està format per 3 estams, al gineceu l'ovari és trilocular, amb dos òvuls cadascun. El fruit és una càpsula amb dehiscència loculicida.

## Taxonomia
El gènere Anemarrhena i l'espècie Anemarrhena asphodeloides van ser publicats per primer cop l'any 1831 a la revista Mémoires présentés à l'Académie impériale des Sciences de St. Petersbourg par divers Savans et dans ses assemblées pel botànic alemany Alexander von Bunge (1803-1890).

### Sinònims
Els següents noms científics són sinònims heterotípics de:
- Anemarrhena:[1]

- Terauchia Nakai

- Anemarrhena asphodeloides:[8]

- Terauchia anemarrhenifolia Nakai

## Usos
Anemarrhena asphodeloides ha estat utilitzada com a planta medicinal per la medicina tradicional xinesa des de l'antiguitat, la primera referència escrita va aparèixer al tractat Shennong Ben Cao Jing, datat vers l'any 300. La part de la planta utilitzada és el rizoma, especialment com a antipirètic, però també contra la diabetis i el restrenyiment. Els principis actius presents al rizoma són essencialment saponines esteroidals.